# AVG TuneUp
AVG TuneUp, precedentemente noto come AVG PC TuneUp e TuneUp Utilities, è una suite di programmi a pagamento per Microsoft Windows creata per aiutare a mantenere, amministrare, ottimizzare, configurare e riparare un computer.
Prodotta e sviluppata dalla società tedesca TuneUp Gmbh, con sede in Darmstadt, e co-fondata da Tibor Shiemann e Christoph Laumann nel 1997, nel 2011 è stata acquisita da AVG, cambiando nome. Ha ottenuto generalmente recensioni positive, nonostante molti recensori non approvino il suo rapporto prezzo-valore.

## Caratteristiche
AVG TuneUp consiste in diversi componenti che possono essere acceduti da un hub centrale. È possibile visualizzare i componenti sia in una visuale per categorie (default), sia in una vista a lista.

### Stato e consigli
La categoria Stato e consigli ospita quattro sottosezioni: 1-Click Maintenance, Performance Optimizer, Fix Problems e Live Optimization. La sezione della 1-Click Maintenance esegue multiple utilità di manutenzione di routine in una sola volta. Le utilità Ottimizzatore di Performance e Aggiustare Problemi sono intese a dare consigli per identificare ed aggiustare potenziali problemi ed aumentare la performance, come disabilitare effetti visivi non necessari e disabilitando o cancellando servizi e programmi di Windows non utilizzati. L'Ottimizzazione Live, secondo l'autore dell'applicazione, è intesa a migliorare la capacità di risposta dei programmi di Windows modificando le loro priorità di esecuzione.

### Ottimizzazioni del sistema
La sezione Ottimizzare il sistema è composta da TuneUp Program Deactivator, che rimuove i programmi della memoria e previene la loro successiva esecuzione automatica, un'alternativa a disinstallarli. I programmi disabilitati non influiscono sul tempo di avvio, di spegnimento e sulla performance del sistema. Altri componenti includono un'utilità di deframmentazione, un pulitore del registro e un manager di avvio atto a sostituire Msconfig.

### Pulizia del disco
La sezione per aumentare lo spazio disponibile nel sistema è in sé stessa un componente di pulizia del disco che rimpiazza la Pulizia disco di Windows. Permette anche l'accesso a TuneUp Disk Space Explorer (un analizzatore dello spazio del disco) e TuneUp Shredder (un'utilità per eliminazione di dati).

### Utilità per la risoluzione dei problemi
La sezione per aggiustare i problemi permette l'accesso a TuneUp Repair Wizard, che permette agli utenti di riparare singolarmente i problemi che TuneUp Utilities non riesce a rilevare automaticamente, per esempio icone corrotte o icone come Il mio Computer e il cestino rimosse dal Desktop.
Questa categoria conta anche con il TuneUp Disk Doctor. Esso può verificare l'integrità dei file contenuti nei dischi rigidi e recuperare file danneggiati. Può anche effettuare una scansione per difetti fisici conosciuti come settori difettosi e isolarli. TuneUp Disk Doctor è un rimpiazzamento grafico a Windows CHKDSK.
Altri elementi includono un'utilità di gestione attività, un utilitario per reperire le informazioni del sistema e uno per recuperare file cancellati.

### Personalizzazione di Windows
L'ultima sezione permette l'accesso a TuneUp Styler e TuneUp System Control. Sytem Control permette l'accesso ad alcune delle impostazioni oscure o più difficili da accessare di Windows, simile a Tweak UI. Styler permette la personalizzazione dell'interfaccia utente di Windows cambiando l'aspetto del Desktop, le icone e le schermate di logon e avvio.

### Modalità Turbo
La modalità Turbo è accessibile dalla parte inferiore dello Start Center e dà al sistema un incremento di prestazioni disabilitando temporaneamente alcuni dei servizi di Windows ed altre funzionalità a scelta dell'utente, come i temi di Windows Aero e gli effetti visivi.

### Modalità Economy
La modalità Economy è accessibile dalla parte inferiore dello Start Center e da alla batteria del sistema più autonomia riducendo i programmi in background e la potenza della CPU.

### Ricerca di file doppi
La ricerca di file doppi arriva con la versione 14 ed è accessibile dalla scheda "Clean Up" localizzata nello Start Center che trova e cancella foto, musica e file clonati che potrebbero sprecare spazio nel disco rigido.

### Modalità aereo
La modalità aereo arriva con la versione 14 e migliora l'autonomia della batteria in portatili, netbook e tablet. È soltanto una funzionalità dell'Economy Mode che è anch'esso accessibile dalla parte inferiore dello Start Center. Una volta attivato, riduce la performance del processore per ottimizzare il consumo atto ad ottenere una massima durata della batteria, spegne processi non necessari di background che rallentano il PC e disattiva dispositivi WiFi e Bluetooth istantaneamente.

## Sviluppo
| Sistema operativo                          | Versione più vecchia | Versione più recente |               |
| ------------------------------------------ | -------------------- | -------------------- | ------------- |
| Windows 95                                 | 97                   | 2003                 | [ 7 ]         |
| Windows 98                                 | 97                   | 2007                 | [ 8 ]         |
| Windows Me                                 | 2003                 | 2007                 | [ 8 ]         |
| Windows 2000                               | 2003                 | 2008                 | [ 9 ]         |
| Windows XP con Service Pack 1 o precedente | 2003                 | 2008                 | [ 9 ]         |
| Windows XP con Service Pack 2 o successivo | 2009                 | 2014                 | [ 10 ] [ 11 ] |
| Windows XP Professional x64 Edition        | 2006                 | 2014                 | [ 10 ] [ 11 ] |
| Windows Vista                              | 2007                 | 2014                 | [ 10 ] [ 11 ] |
| Windows 7                                  | 2010                 | 2014                 | [ 10 ] [ 11 ] |
| Windows 8                                  | 2013                 | 2014                 | [ 11 ]        |
| Windows 10                                 | 2016                 | 2017                 |               |

La prima versione del software, TuneUp 97, è stata pubblicata nel 1997. Da allora, diverse versioni sono state rese disponibili lungo gli anni.
TuneUp Utilities 2003
La prima versione resa disponibile in inglese e francese, come anche nella lingua originale tedesca. Consiste in 16 utilità individuali accessibili attraverso lo Start Center, come anche attraverso lo start menu di Windows. Include funzionalità per pulire i dischi rigidi, pulire e deframmentare i registri di sistema, ottimizzare Windows, le impostazioni di connessione internet e cambiare il look di Windows. Ha anche funzionalità dirette agli utenti con una conoscenza media o avanzata di informatica che li permette di modificare il registro, gestire processi in esecuzione, disinstallare programmi, cancellare e recuperare file e visualizzare le informazioni del sistema. Oltre ai precedentemente supportati Windows 95 e Windows 98, TuneUp Utilities 2003 supporta anche Windows 2000, Me e Windows XP.
TuneUp Utilities 2004
Introduce TuneUp 1-Click Maintenance e TuneUp WinStyler (l'antico TuneUp Styler). Include anche supporto per la deframmentazione del registro per Windows 2000 e XP.
TuneUp Utilities 2006
In TuneUp Utilities 2006, le utilità di ottimizzazione, personalizzazione e e pulizia del disco supportano Mozilla Firefox. Il suo TuneUp StartUp Manager visualizza il rating e spiegazioni di programmi conosciuti che si avviano durante l'avvio del sistema. TuneUp Styler in questa versione è capace di cambiare il logo di boot di Windows XP.
TuneUp Utilities 2007
Dispone di due nuovi componenti: TuneUp Disk Doctor e TuneUp Disk Space Explorer. TuneUp Utilities 2007 supporta anche Windows Vista.
TuneUp Utilities 2008
Incorpora due nuovi componenti: TuneUp Drive Defrag (l'utilità di deframmentazione) e TuneUp Repair Wizard (l'utilità di assistenza). TuneUp Utilities 2008 non ha più un componente a parte per la pulizia del disco, essa è diventata parte dello Start Center sotto una nuova sezione.
TuneUp Utilities 2009
Start Center in questa versione include una nuova sezione che analizza il sistema e visualizza lo stato attuale come anche consigli disponibili (se ci sono) nelle tre aree: System maintenance, Speed and System status. Nuove utilità in questa versione sono TuneUp Speed Optimizer (rinominato StartUp Optimizer in versioni successive) e TuneUp Shortcut Cleaner. Il nuovo TuneUp Styler può cambiare l'animazione del logo di Windows Vista che viene visualizzata durante l'avvio del sistema.
TuneUp Utilities 2010
TuneUp Utilities diventa compatibile con Windows 7. Il nuovo Turbo Mode introdotto in questa versione permette di disattivare multiple funzioni di background di Windows e programmi con un click, come Windows Aero, Windows Search, Segnalazione Errori di Windows o la sincronizzazione con dispositivi mobile. Include anche TuneUp Live Optimization.
TuneUp Utilities 2011
Incorpora TuneUp Program Deactivator; esso può disabilitare programmi che hanno una carica pesante sul sistema, eliminando quindi la carica senza disinstallare i programmi. Se l'utente prova ad eseguire un programma disabilitato di nuovo, TuneUp Program Deactivator automaticamente lo riattiva al volo. Una nuova funzionalità di recensione dei programmi in questa versioni mostra come altri utenti di TuneUp Utilities hanno valutato l'utilità di un certo programma in una scala da 1 a 5 stelle. Lo Start Center include anche un Tuning Status, che tiene conto e mostra il progresso dell'ottimizzazione e mette in evidenza aree con potenziale di ottimizzazione rimanente.
TuneUp Utilities 2012
Ha un nuovo Economy Mode che quando abilitato aiuta a risparmiare la batteria dei portatili.
TuneUp Utilities 2013
Migliorata principalmente l'area di pulizia del disco e ottimizzazione della performance con Program Deactivator e Live Optimization. Supporta Windows 8.
TuneUp Utilities 2014
La versione 2014 di TuneUp Utilities ha aggiunto molte nuove funzionalità non presenti nella versione precedente. Con la nuova versione, gli utenti hanno ora accesso a Duplicate Finder, Windows 8.1 App Cleaner e possono ora utilizzare il software in Flight Mode. L'interfaccia utente, il Disc Cleaner e gli aggiornamenti automatici di pulizia sono stati migliorati con la nuova versione.
AVG PC TuneUp 2015
Con la versione 2015, TuneUp Utilities è stato acquisito da AVG, diventando AVG PC TuneUp 2015.

## Recensione critica
TuneUp Utilities ha ricevuto in generale recensioni positive, nonostante il fatto che il prodotto installasse segretamente pubblicità pop-up senza avvertire l'utente. La rivista Computer Shopper ha recensito TuneUp Utilities 2009 e gli ha dato un punteggio di 8 su 10. Ha raccomandato TuneUp Registry Cleaner come anche le componenti del prodotto collegate al disco rigido ma si è anche accorta che alcune utilità sono implementate superficialmente e che la suite mancava di un antivirus e di un firewall. TuneUp Utilities 2009 è stato votato #37 del "The Top 100 Products of 2009" e ha vinto il premio "Best Utility Suite" di Computer Shopper.
Anche CNET ha recensito TuneUp Utilities 2009 e gli ha dato 5 stelle su 5. “Chiamare TuneUp Utilities 2009 utile sarebbe sottovalutare drammaticamente la situazione”, ha detto Seth Rosenblatt, un editore associato con CNET. Lui ha valutato TuneUp Utilities come un potente e facile da usare set di utilità essendo il suo pulitore di dischi e del registro la parte essenziale del set intero.
Preston Gralla di PC World ha recensito la versione del 2010 e ha commentato che TuneUp Utilities è una suite comprensiva che “include tutto da un ottimizzatore dell'avvio del sistema ad un deframmentatore di disco, da un ottimizzatore della velocità generale ad un pulitore dei registri di Windows, e altro." Però, ha detto che il prezzo della suite intera ($50) potrebbe rendere la decisione dell'acquisto più difficile. Preston aveva anche recensito precedentemente TuneUp Utilities 2009 per PC Advisor e gli ha dato 4.5 stelle su 5.
PC Magazine ha recensito TuneUp Utilities 2011 e gli ha dato un punteggio di 4 su 5. “In generale, il software fa un bel lavoro in rivitalizzare un pc usato.", ha commentato Jeffrey L. Wilson, analista software di PC Magazine. Ha apprezzato la funzionalità del prodotto di manutenzione in un click e la susseguente riduzione del tempo d'avvio nel suo PC di test. Wilson però ha criticato la licenza del software che permette l'installazione in soli tre PC, contrastandola con Iolo System Mechanic 10, un prodotto concorrente che permetteva un numero di installazioni infinito dentro della stessa abitazione.
TuneUp Utilities ha anche ricevuto il premio Softpedia Pick di Softpedia. Nonostante Alex Muradin, editore di Softpedia, abbia espresso preoccupazione davanti alla mancanza di supporto tecnico appropriato per TuneUp Utilities 2006, ha dato al prodotto un punteggio finale di 5 su 5. È rilevante però il fatto che abbia dato al prodotto un punteggio di 3 su 5 per il suo rapporto prezzo/valore.
Christian Immler caratterizza TuneUp Utilities come un classico tra le utilità di ottimizzazione del sistema.